# 聖珀爾滕體育俱樂部
聖珀爾滕體育俱樂部（Sportklub Niederösterreich St. Pölten）是奧地利的一家足球俱樂部，主場位於聖珀爾滕。球隊現在參加奥地利足球乙级联赛的賽事。